# Målesystem
I gamle dage havde hvert land sine egne målesystemer både hvad angik længdemål, flademål, masse og rummål. F.eks. var der forskel på en dansk og en engelsk fod. Dette vanskeliggjorde handel mellem landene.
SI-systemet har rødder tilbage til tiden efter Revolutionen i Frankrig, hvor man for at lette handelen i Europa udarbejdede man et helt nyt system af mål. 
Først definerede en længdeenhed, som man kaldte en meter og definerede som en timilliontedel af afstanden fra Nordpolen til ækvator. For at få nogle mindre og større længdemål kaldte man 1/10 m en decimeter (1 dm ), 1/100 m for en centimeter ( 1 cm ) og 1/1000 m for en millimeter ( 1 mm ). 10 m kaldtes 1 decameter ( 1 dam ), 100 m en hektometer ( 1 hm ) og 1000 m en kilometer. Dvs. afstanden fra nordpolen til ækvator blev således 10.000 km. For at få et rummål lavede man en terningformet kasse med indvendigt mål på 1 dm og definerede dens indhold til 1 liter.
De samme SI-præfikser fra 1/1000 til 1000 bruges i forhold til liter, altså er en kiloliter = 1000 l. For at få en vægtenhed definerede man vægten 1 gram som vægten af 1 kubikcentimeter vand ved 4 grader Celsius. Også her bruger man de samme præfixer. Dette medfører at 1 liter vand vejer 1 kilogram, og at vands massefylde er 1.